# Dobričevići
Dobričevići su naseljeno mjesto u općini Konjic, Federacija Bosne i Hercegovine, BiH.

## Stanovništvo

### 1991.
Nacionalni sastav stanovništva 1991. godine, bio je sljedeći:
ukupno: 131
- Muslimani- 69
- Hrvati – 62

### 2013.
Nacionalni sastav stanovništva 2013. godine, bio je sljedeći:
ukupno: 43
- Bošnjaci – 39
- Hrvati – 4

## Vanjske poveznice
- Satelitska snimka  Arhivirana inačica izvorne stranice od 17. veljače 2021. (Wayback Machine)